# Et tu, Brute?

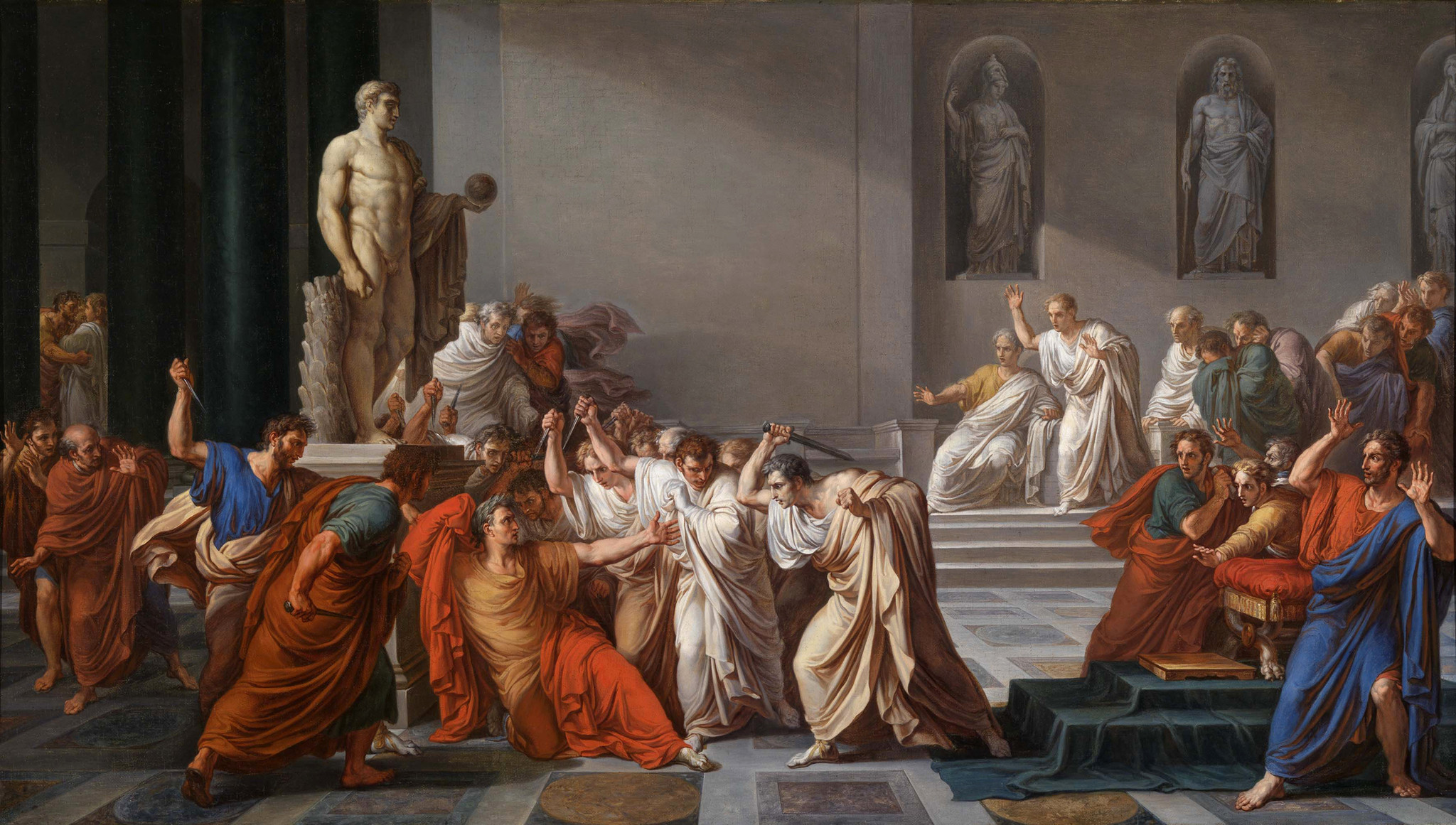
恺撒之死（卡穆奇尼）

“（發音：[ɛt ˈtuː ˈbruːtɛ]）”是一句拉丁語名言。被后世普遍認為是尤利烏斯·凯撒臨死前面對刺殺自己的養子馬爾庫斯·尤利烏斯·布魯圖斯所說的一句話。
尤利烏斯·凯撒是羅馬共和國的政治家、将軍，曾因戰功顯赫而就任執政官等職，最終晉升為終身獨裁官。罗马元老院对其日益膨胀的权力不满，于是策划谋杀凯撒，凯撒的亲信兼养子布鲁图斯也参与了其中。
这句话是拉丁文，中文一般譯作“還有你嗎，布魯圖？”或者“吾儿，汝亦焉？”。「布鲁图」（Brute）是「布鲁图斯」（Brutus）的古拉丁語呼格变体。这句话被广泛用于西方文学作品中，代表被最亲近的人所背叛。

## 來源
公元前44年3月15日（也被稱為“弒父日”），恺撒被反對君主制的羅馬元老院議員公开刺殺，行刺者包括他最寵愛的助手、摯友和養子——馬爾庫斯·尤尼烏斯·布魯圖，當恺撒最終發現布魯圖也拿著匕首撲向他時，他說出了最后這句遺言“还有你吗，布鲁图？”，身中23刀，倒在龐培的塑像腳下氣絕身亡。
该故事有许多版本，其中最著名的版本就是——出自英國文藝復興時期的大文豪威廉·莎士比亞的作品《恺撒大帝》中恺撒角色的最后一句臺詞（還有你嗎，布魯圖？那就倒下吧，恺撒！）。其中，莎士比亞的戲劇編寫特意保留了這句拉丁語原話，使劇作更加真實和震撼。莎士比亞的版本明顯是根據古羅馬歷史學家苏埃托尼乌斯的記載：恺撒的遺言是用希臘語說出的（音譯為“Kai su, teknon?”，中文意為“還有你嗎，我的兒子？”或译“吾儿，亦有汝焉？”）。但是，希臘歷史學家普魯塔克的記載中却提到，恺撒死前一句話都沒說過，當他看見布魯圖也是同謀者之一時，他將長袍的袖子抬往臉前（以遮住自己雙眼）。

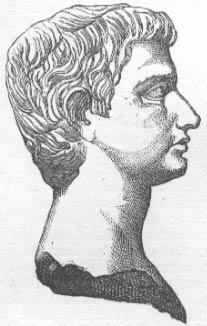
馬爾庫斯·布魯圖

在一些其它語言版本中，更多的是蘇埃托尼烏斯版的拉丁化版本——即。這個版本亦被記載在一本18世紀的古羅馬歷史著作《名人傳》（De Viris Illustribus）中，在很長時間內是拉丁語學生使用的標準原句版本。恺撒的遺言沒有誰會真正知道，遺言的內容一直是眾多學者和歷史學家爭論不休的課題。

## 其它觀點
近來一種觀點認為，如果凱撒真的說了這句話，那麼這句話其實是一句詛咒與威脅，也就是說「et tu, brute!」。其中一種理論是，καὶ σὺ τέκνον是從希臘傳來羅馬的一句格言的前幾個字，全句意為：「吾兒，你也終究會嘗到權力的滋味的。」凱撒只需借用開頭幾個字，就足以對布魯圖預言，他未來也將會遭到同樣的慘死。也有類似的看法將這句話解讀成「下一個就輪到你了！」或「你也下地獄去吧，小子！」。